# Lac Rochegude
Pour les articles homonymes, voir Rochegude.
Le lac Rochegude est un lac proche du littoral dans les îles Kerguelen, situé près de Port-Christmas à l'extrémité nord-ouest de la péninsule Loranchet sur la Grande Terre.

## Géographie
De forme ovoïde, le lac s'étend sur 600 mètres de longueur et 300 mètres de largeur maximales pour une surface approximative d'environ 6 hectares. Son niveau est plus élevé que le niveau de la mer à environ 45 mètres d'altitude. Il est alimenté par la fonte des neiges des sommets environnants et son excédent se déverse par deux émissaires s'écoulant, depuis sa partie sud-est en une petite cascade, sur la grève de la baie de l'Oiseau donnant dans l'océan Indien.

## Histoire
Le lac est dénommé ainsi en mémoire d'Henri Pascal de Rochegude, lieutenant d'Yves Joseph de Kerguelen de Trémarec, qui le 6 janvier 1774 accoste au fond de la baie de l'Oiseau (au lieu-dit actuel de Port-Christmas) pour laisser un message dans une bouteille notifiant le double passage des expéditions françaises (en 1772 et 1773) et la prise de possession des îles pour la couronne de France. Le lac pouvait constituer une réserve d'eau douce pour les bateaux qui faisant escale dans la baie. Nom donné par l'amiral Kerguelen vers 1780 lors de la publication de sa carte de l'archipel, la première, il est validé lors de la mise à jour des toponymes australs par la Commission territoriale de toponymie des Terres australes françaises en 1966.

## Littérature
En 2006, la navigatrice Isabelle Autissier, qui à la suite d'un démâtage en 1994 séjourna contrainte dans l'archipel, publie une biographie d'Yves de Kerguelen dans laquelle elle décrit le lac, à partir des éléments historiques et de sa propre expérience du site, lors de l'arrivée de l'équipage de L'Oiseau et de la prise de possession à terre conduite par Messieurs de Rochegude et du Cheyron : 

« Il y avait là un petit lac entouré de joncs. Son eau sombre était blanche de mille rides levées par le vent. Du Cheyron la gouta et la jugea délicieuse »

— Isabelle Autissier, 2006
Le lac de Rochegude et la baie de l'Oiseau sont le point de départ de la traversée à pied nord-sud des Kerguelen entreprise en 2015 par l'écrivain François Garde dont il tirera un récit de voyage, Marcher à Kerguelen paru en 2018.